# Tommy Wright
Pour les articles homonymes, voir Wright.
Tommy Wright, né le 21 octobre 1944 à Liverpool (Angleterre), est un footballeur anglais, qui évoluait au poste d'arrière droit à Everton et en équipe d'Angleterre.

## Biographie
Wright n'a marqué aucun but lors de ses douze sélections avec l'équipe d'Angleterre entre 1968 et 1970.

## Carrière de joueur
- 1964-1974 : Everton

## Palmarès

### En équipe nationale
- 12 sélections et 0 but avec l'équipe d'Angleterre entre 1968 et 1970.

### Avec Everton
- Vainqueur du Championnat d'Angleterre de football en 1970.
- Vainqueur de la Coupe d'Angleterre de football en 1966.
- Vainqueur du Charity Shield en 1970.
- Finaliste de la Coupe d'Angleterre de football en 1968.